# James White (schrijver)
James White (Belfast, 7 april 1928 - Portstewart, 23 augustus 1999) was een Noord-Iers schrijver van sciencefictionboeken en verhalen.

## Biografie
James White werd geboren in Belfast op 7 april 1928 en bracht de eerste jaren van zijn leven door in Canada. Hij ging in Belfast naar de St. John's Primary School (1935–1941) en de St. Joseph's Technical Secondary School (1942–1943). Hij wilde medicijnen studeren wat echter wegens de financiële toestand thuis niet mogelijk was. Van 1943 tot 1965 werkte hij bij verscheidene kleermakersbedrijven en als assistent-manager bij een Co-op warenhuis. Hij trouwde in 1955 met Margaret (Peggy) Sarah Martin en samen kregen ze drie kinderen. In 1965 begon White te werken bij de vliegtuigbouwer Short Brothers Ltd., eerst als technisch bediende, later bij de reclameafdeling.
White werd fan van het SF-genre in 1941 na het lezen van werken van E. E. "Doc" Smith en Robert Heinlein. In 1947 maakte hij kennis met een andere SF-fan Walt Willis en samen werkten ze aan de Noord-Ierse SF-fanzines Slant (1948-1953) en Hyphen (1952-1965). White's eerste kort verhaal werd in januari 1953 gepubliceerd in het Britse SF-magazine New Worlds en de volgende jaren volgden er nog verschillende korte verhalen in hetzelfde magazine. In 1957 werd zijn eerste roman The Secret Visitors uitgebracht, die oorspronkelijk als een serie werd gepubliceerd in New Worlds onder de naam Tourist Planet. In november 1957 werd door New Wolds de novelle Sector General gepubliceerd en de redacteur John (Ted) Carnell vroeg naar meer verhalen in hetzelfde universum. Dit zou uiteindelijk resulteren in White’s bekende serie.
White bleef voltijds werken en ’s avonds zijn verhalen schrijven omdat hij als voltijds schrijver niet voldoende kon verdienen. In 1984 ging hij met vervroegd pensioen omdat door diabetes zijn zicht sterk verminderde en verhuisde hij naar Portstewart. Hij was verscheidene jaren bestuurslid van de British Science Fiction Association. White overleed na een beroerte op 23 augustus 1999 net voor de publicatie van zijn twee romans Double Contact en The First Protector.